# Osteonecrosi della mascella
L'osteonecrosi della mascella (ONJ) è una grave malattia ossea (osteonecrosi) che colpisce le mascelle (mascella e mandibola). Varie forme di ONJ sono state descritte negli ultimi 160 anni e in letteratura sono state suggerite numerose cause.
L'osteonecrosi della mandibola è spesso associata alla terapia con bifosfonati, necessaria per trattare alcune tipologie di cancro, e dal 2003 è stata identificata e definita come una vera e propria condizione patologica (osteonecrosi della mandibola associata a bisfosfonati).
Non vi sono dati certi sul rischio che i pazienti che assumono per via orale i bifosfonati per curare o prevenire l'osteoporosi possano sviluppare osteonecrosi della mascella.
Sono state esplorate le opzioni di trattamento; tuttavia, i casi gravi di ONJ richiedono ancora la rimozione chirurgica dell'osso interessato. Una storia completa e una valutazione dei problemi sistemici preesistenti e dei possibili siti di infezione dentale sono necessari per aiutare a prevenire la condizione, soprattutto se si considera la terapia con bifosfonati.

## Sintomatologia
Il sintomo principale dell'osteonecrosi della mascella è l'esposizione dell'osso mandibolare o mascellare a causa di lesioni della gengiva che non guariscono.
Le lesioni sono dolorose e possono essere accompagnate anche dall'infiammazione dei tessuti molli circostanti. Il manifestarsi di queste lesioni è spontaneo e più frequente dopo procedure odontoiatriche, in particolare quelle invasive come le estrazioni.
L'osteonecrosi può essere asintomatico per lungo tempo, anche mesi, sino alla comparsa delle lesioni con l'osso visibile, le lesioni sulla mandibola sono più comuni rispetto a quelle sulla mascella.
- Dolore e neuropatia[6]
- Eritema e suppurazione
- Alito cattivo

Dopo la radioterapia può manifestarsi l'osteonecrosi dell'osso mascellare ed è più probabile che si manifesti nella mascella inferiore (mandibola) rispetto alla mascella (mascella superiore), questo perché la mascella superiore è molto più vascolarizzata rispetto alla mandibola.
I sintomi dell'osteonecrosi causata dalla radioterapia sono molto simili a quelli dell'osteonecrosi della mascella correlata ai farmaci (osteonecrosi farmaco-relate - MRONJ). Le persone colpite soffrono di dolori particolarmente acuti, talvolta l'area interessata si gonfia e le ossa, visibili, si possono rompere. Altri sintomi possono essere la bocca secca (xerostomia o secchezza delle fauci) ed avere difficoltà a mantenere la bocca pulita. Un paziente affetto da osteonecrosi può anche essere suscettibile a infezioni batteriche e fungine.
Gli osteoblasti, che rigenerano il tessuto osseo, vengono distrutti dalla radiazione e di conseguenza prevale l'attività degli osteoclasti, che hanno la funzione di riassorbire l'osso, erodendolo.
La terapia antibiotica non è efficace a causa della mancanza di irrorazione sanguigna.
Questa condizione crea difficoltà di alimentazione e di idratazione a chi è colpito dall'osteonecrosi, la chirurgia e relativa rimozione dell'osso necrotico può migliorare la vascolarizzazione e ridurre il proliferare dei microrganismi che provocano le infezioni.

## Cause

### Sostanze tossiche
Altri fattori come le sostanze tossiche possono nuocere alle cellule ossee. Le infezioni, croniche o acute, possono influire sulla circolazione sanguigna e di conseguenza l'aggregazione piastrinica, contribuendo quindi a creare un eccesso di coagulabilità (ipercoagulabilità) che può contribuire alla formazione di coaguli (trombi), una delle cause di infarto osseo e ischemia. Gli estrogeni esogeni, chiamati anche interferenti ormonali (o interferenti endocrini), sono stati associati a una maggiore tendenza alla coagulazione (trombofilia) e a una ridotta guarigione ossea.
Metalli pesanti come piombo e cadmio sono collegati all'osteoporosi. Il cadmio e il piombo favoriscono infatti la sintesi del plasminogeno di tipo 1 (PAI-1) che è il principale inibitore della fibrinolisi (il meccanismo mediante il quale il corpo scompone i coaguli) e ha dimostrato di essere una causa di ipofibrinolisi, quindi la scarsa dissoluzione dei coaguli.
I coaguli di sangue persistenti possono portare a una congestione del flusso sanguigno (iperemia) nel midollo osseo, con conseguente scarso apporto di ossigeno (ipossia) e danni alle cellule ossee sino alla morte cellulare (apoptosi). Nel XX secolo la concentrazione media di cadmio nelle ossa umane è aumentata di circa 10 volte rispetto all'era preindustriale.

### Bifosfonati
I primi tre casi segnalati di osteonecrosi della mandibola associata a bifosfonati sono stati segnalati alla Food and Drug Administration (FDA) americana da un chirurgo odontostomatologico nel 2002, come possibile effetto collaterale tardivo della chemioterapia. Nel 2003 e nel 2004, tre chirurghi orali hanno riferito in modo indipendente alla FDA informazioni su 104 pazienti affetti da cancro con osteonecrosi della mascella associata a bifosfonati osservati durante la loro attività lavorativa in California, in Florida e a New York. Gli studi dei chirurghi sono stati pubblicati sul Journal of Oral and Maxillofacial Surgery e sul Journal of Clinical Oncology. Negli anni successivi sono stati segnalate numerose reazioni avverse al farmaco, sia ai produttori che alla FDA.

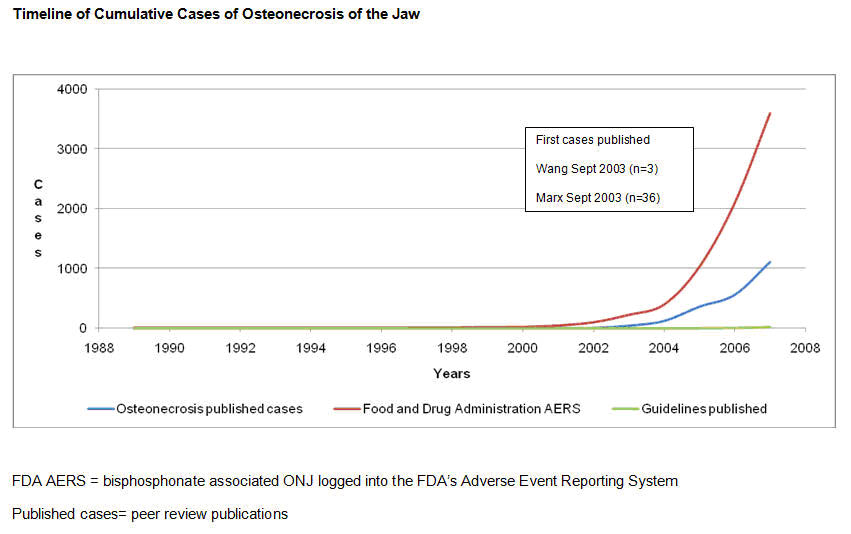
Aumento dei casi segnalati di osteonecrosi della mascella dal 1988 al 2007

## Fisiopatologia

### Alterazioni istopatologiche
Le persone con ONJ possono avere ossa necrotiche o il midollo osseo che è stato lentamente prosciugato dei nutrienti. L'osso con una scarsità cronica di flusso sanguigno sviluppa o un midollo fibroso, un midollo grasso, al contrario un midollo molto secco e coriaceo (marciume secco) o un midollo completamente cavo (osteo-cavitazione).
L'osteonecrosi può colpire qualsiasi osso, ma i fianchi, le ginocchia e le mascelle sono i più suscettibili. Il dolore può essere importante, soprattutto se coinvolgono i denti o il nervo trigemino, molti pazienti, al contrario, non percepiscono alcun dolore, almeno nelle fasi iniziali. Quando si presume che un forte dolore facciale sia causato dall'osteonecrosi, viene usato talvolta il termine NICO (Neuralgia-inducing cavitational osteonecrosis): Osteonecrosi Cavitazionale che induce la nevralgia.

## Classificazione
| Grado                                                           | Dimensioni (diametro *)              |
| --------------------------------------------------------------- | ------------------------------------ |
| 1A                                                              | Lesione singola, <0,5 cm             |
| 1B                                                              | Lesioni multiple, maggiori <0,5 cm   |
| 2A                                                              | Lesione singola <1.0 cm              |
| 2B                                                              | Lesioni multiple, più grandi <1,0 cm |
| 3A                                                              | Lesione singola, ≤2.0 cm             |
| 3B                                                              | Lesioni multiple, maggiori ≤2.0 cm   |
| 4A                                                              | Lesione singola> 2.0 cm              |
| 4B                                                              | Lesioni multiple, maggiori> 2,0 cm   |
| * Dimensione della lesione misurata come il diametro più grande |                                      |

| Grado | Gravità      |
| ----- | ------------ |
| 1     | Asintomatico |
| 2     | Mite         |
| 3     | Moderare     |
| 4     | Acuto        |

L'osteonecrosi della mascella è classificata in base alla gravità, al numero di lesioni e alle dimensioni della lesione. All'osteonecrosi di maggiore gravità viene assegnato un grado più elevato, con ONJ asintomatica designata come grado 1 e ONJ grave come grado 4.

## Terapia
Il trattamento deve essere definito a seconda della causa dell'osteonecrosi e della sua gravità. Per curare l'osteoporosi orale un elemento importante da curare è il buon assorbimento dei principi nutritivi e contemporaneamente la buona eliminazione dei rifiuti metabolici attraverso una sana funzione gastrointestinale. Infatti, il buon funzionamento del metabolismo, epatico, una dieta equilibrata e uno stile di vita sano, sono tutti elementi presi in considerazione quando si effettua una valutazione dei fattori di rischio di coagulopatie, nonché nel trattamento delle malattie parodontali e delle altre infezioni orali e dentali.
Nei casi di osteoporosi ischemica orale avanzata e/o osteonecrosi delle ossa mascellari farmaco-correlata non correlati ai bifosfonati, l'evidenza clinica ha dimostrato che la rimozione chirurgica del midollo danneggiato, solitamente mediante curettage gengivale e decorticazione, eliminerà il problema (e il dolore) nel 74% dei pazienti. Talvolta il primo intervento può non essere risolutivo e possono essere necessari altri interventi minori. Recentemente, è stato scoperto che alcuni pazienti con osteonecrosi rispondono alle sole terapie anticoagulanti.
Nei pazienti con osteonecrosi delle ossa mascellari associata invece ai bifosfonati, la risposta al trattamento chirurgico è generalmente scarsa. L'uso di risciacqui orali antimicrobici e la sospensione dei bifosfonati sono preferibili alle misure chirurgiche aggressive per il trattamento di questa forma di osteonecrosi e controllare il dolore. Sebbene non sia stato ancora definito un trattamento efficace per le lesioni ossee associate ai bifosfonati, ci sono state segnalazioni di miglioramenti dopo 6 mesi dalla cessazione completa della terapia con bifosfonati.

## Storia
L'osteonecrosi delle ossa mascellari non è una malattia recente: sin dal 1850 si registrano forme di "osteomielite chimica" (mascella Phossy) legate a inquinanti ambientali, come il piombo e il fosforo bianco, nonché da farmaci popolari contenenti mercurio, arsenico o bismuto. Questa malattia, che apparentemente non si verificava in individui con una buona salute gengivale, di solito colpiva prima la mandibola ed associato a dolore profondo, nonostante l'aspetto sano dei denti. Il dentista, così, spesso iniziava a estrarre un dente dopo l'altro nella zona dove era localizzato il dolore dando però un sollievo solo temporaneo.

## Position papers e linee guida
Italia:
Bedogni A, Mauceri R, Fusco V, Bertoldo F, Bettini G, Di Fede O, Lo Casto A, Marchetti C, Panzarella V, Saia G, Vescovi P, Campisi G. Italian position paper (SIPMO-SICMF) on medication-related osteonecrosis of the jaw (MRONJ). Oral Dis. 2024 Feb 5. doi: 10.1111/odi.14887. Epub ahead of print. PMID 38317291.
Stati Uniti:
Advisory Task Force on Bisphosphonate-Related Ostenonecrosis of the Jaws, American Association of Oral and Maxillofacial Surgeons. American Association of Oral and Maxillofacial Surgeons position paper on bisphosphonate-related osteonecrosis of the jaws. J Oral Maxillofac Surg. 2007 Mar;65(3):369-76. doi: 10.1016/j.joms.2006.11.003. PMID 17307580.
Ruggiero SL, Fantasia J, Carlson E. Bisphosphonate-related osteonecrosis of the jaw: background and guidelines for diagnosis, staging and management. Oral Surg Oral Med Oral Pathol Oral Radiol Endod. 2006 Oct;102(4):433-41. doi: 10.1016/j.tripleo.2006.06.004. Epub 2006 Jul 31. PMID 16997108.